# أركاديا ليكس (كارولاينا الجنوبية)
أركاديا ليكس (بالإنجليزية: Arcadia Lakes town, South Carolina)‏ هي بلدة تقع بولاية كارولاينا الجنوبية في الولايات المتحدة. تبلغ مساحتها 1.74 كم2، وترتفع عن سطح البحر 69 م، بلغ عدد سكانها 861 نسمة في عام 2010 حسب إحصاء مكتب تعداد الولايات المتحدة وتصل الكثافة السكانية فيها 494.8 نسمة لكل كيلومتر مربع (1,281.5/ميل2).

## التركيبة السكانية
حدّد مكتب تعداد الولايات المتحدة بيانات التركيبة السكانية لأركاديا ليكس في تعداد الولايات المتحدة. في ما يلي، التركيبة السكانية حسب تعدادي 2000 و2010.

### تعداد عام 2000
بلغ عدد سكان أركاديا ليكس 882 نسمة بحسب تعداد عام 2000، وبلغ عدد الأسر 379 أسرة وعدد العائلات 278 عائلة مقيمة في البلدة. في حين سجلت الكثافة السكانية 506.9 نسمة لكل كيلومتر مربع (1,312.9/ميل2). وبلغ عدد الوحدات السكنية 389 وحدة بمتوسط كثافة قدره 223.6 لكل كيلومتر مربع (579.1/ميل2).
وتوزع التركيب العرقي للبلدة بنسبة 94.90% من البيض و3.63% من الأمريكيين الأفارقة و0.79% من الأمريكيين ذوي الأصول الآسيوية و0.23% من الأعراق الأخرى و0.45% من عرقين مختلطين أو أكثر و0.79% من الهسبانيون أو اللاتينيون من أي عرق.
بلغ عدد الأسر 379 أسرة كانت نسبة 25.9% منها لديها أطفال تحت سن الثامنة عشر تعيش معهم، وبلغت نسبة الأزواج القاطنين مع بعضهم البعض 66.8% من أصل المجموع الكلي للأسر، ونسبة 4.7% من الأسر كان لديها معيلات من الإناث دون وجود شريك، بينما كانت نسبة 1.8% من الأسر لديها معيلون من الذكور دون وجود شريكة وكانت نسبة 26.6% من غير العائلات. تألفت نسبة 22.7% من أصل جميع الأسر من عدة أفراد يعيشون في نفس المنزل ونسبة 10.8% كانت تتألف من شخص يعيش بمفرده يبلغ من العمر 65 عاماً أو أكثر. وبلغ متوسط حجم الأسرة المعيشية 2.33، أما متوسط حجم العائلات فبلغ 2.72.
بلغ العمر الوسطي للسكان 49.1 عاماً. وكانت نسبة 20.2% من القاطنين تحت سن الثامنة عشر، وكانت نسبة 3.1% بين الثامنة عشر والرابعة والعشرين عاماً، ونسبة 18.5% كانت واقعةً في الفئة العمرية ما بين الخامسة والعشرين والرابعة والأربعين عاماً، ونسبة 34.6% كانت ما بين الخامسة والأربعين والرابعة والستين، ونسبة 23.7% كانت ضمن فئة الخامسة والستين عاماً فما فوق. يوجد لكل 100 أنثى 97.3 ذكر، ويوجد لكل 100 أنثى في الثامنة عشر من عمرها فما فوق 89.2 ذكر.
بلغ متوسط دخل الأسرة في البلدة 66,382 دولارًا، أما متوسط دخل العائلة فبلغ 79,179 دولارًا. وكان متوسط دخل الذكور 56,125 دولارًا مقابل 35,682 دولارًا للإناث. وسجل دخل الفرد الخاص بالبلدة 37,762 دولارًا. وكانت نسبة 0.7% من العائلات ونسبة 2.9% من السكان تحت خط الفقر، وكان من هؤلاء نسبة 2.1% تحت سن الثامنة عشر ونسبة 0% في الخامسة والستين من العمر وما فوق.

### تعداد عام 2010
بلغ عدد سكان أركاديا ليكس 861 نسمة بحسب تعداد عام 2010، وبلغ عدد الأسر 391 أسرة وعدد العائلات 280 عائلة مقيمة في البلدة. في حين سجلت الكثافة السكانية 494.8 نسمة لكل كيلومتر مربع (1,281.5/ميل2). وبلغ عدد الوحدات السكنية 407 وحدة بمتوسط كثافة قدره 233.9 لكل كيلومتر مربع (605.8/ميل2).
وتوزع التركيب العرقي للبلدة بنسبة 90.48% من البيض و4.88% من الأمريكيين الأفارقة و3.48% من الأمريكيين ذوي الأصول الآسيوية و0.35% من الأعراق الأخرى و0.81% من عرقين مختلطين أو أكثر و1.86% من الهسبانيون أو اللاتينيون من أي عرق.
بلغ عدد الأسر 391 أسرة كانت نسبة 20.5% منها لديها أطفال تحت سن الثامنة عشر تعيش معهم، وبلغت نسبة الأزواج القاطنين مع بعضهم البعض 62.9% من أصل المجموع الكلي للأسر، ونسبة 6.1% من الأسر كان لديها معيلات من الإناث دون وجود شريك، بينما كانت نسبة 2.6% من الأسر لديها معيلون من الذكور دون وجود شريكة وكانت نسبة 28.4% من غير العائلات. تألفت نسبة 24.6% من أصل جميع الأسر من عدة أفراد يعيشون في نفس المنزل ونسبة 15.1% كانت تتألف من شخص يعيش بمفرده يبلغ من العمر 65 عاماً أو أكثر. وبلغ متوسط حجم الأسرة المعيشية 2.20، أما متوسط حجم العائلات فبلغ 2.58.
بلغ العمر الوسطي للسكان 55.4 عاماً. وكانت نسبة 15.4% من القاطنين تحت سن الثامنة عشر، وكانت نسبة 3.4% بين الثامنة عشر والرابعة والعشرين عاماً، ونسبة 16.8% كانت واقعةً في الفئة العمرية ما بين الخامسة والعشرين والرابعة والأربعين عاماً، ونسبة 36.5% كانت ما بين الخامسة والأربعين والرابعة والستين، ونسبة 27.9% كانت ضمن فئة الخامسة والستين عاماً فما فوق. وتوزع التركيب الجنسي للسكان بنسبة 49.8% ذكور و50.2% إناث.

## وصلات خارجية
- الموقع الرسمي